# Relaciones Chile-Estados Unidos
Las relaciones Chile-Estados Unidos hace referencia a las relaciones internacionales entre la República de Chile y los Estados Unidos de América. Ambas naciones se encuentran ubicadas dentro del continente americano.
Reconocida como una de las economías más prósperas y competitivas de Latinoamérica, con una democracia estable y uno de los sistemas políticos menos corruptos de la región, Chile se ha convertido en un aliado estratégico de los Estados Unidos en el Hemisferio Sur, siendo una de las pocas naciones sudamericanas perteneciente a la Organización para la Cooperación y el Desarrollo Económicos (OCDE), membresía que comparte con EE. UU y Colombia.
De acuerdo con múltiples encuestas y estudios realizados a nivel global, los ciudadanos chilenos tienen una visión favorable hacia Estados Unidos. Un 62% de los chilenos opina como positiva la influencia estadounidense, siendo la más alta aprobación por parte de los países latinoamericanos, según el  U.S. Global Leadership Report de 2012, un 42% de los chilenos aprueba el liderazgo de Estados Unidos, un 25% lo desaprueba y un 32% le parece incierto.

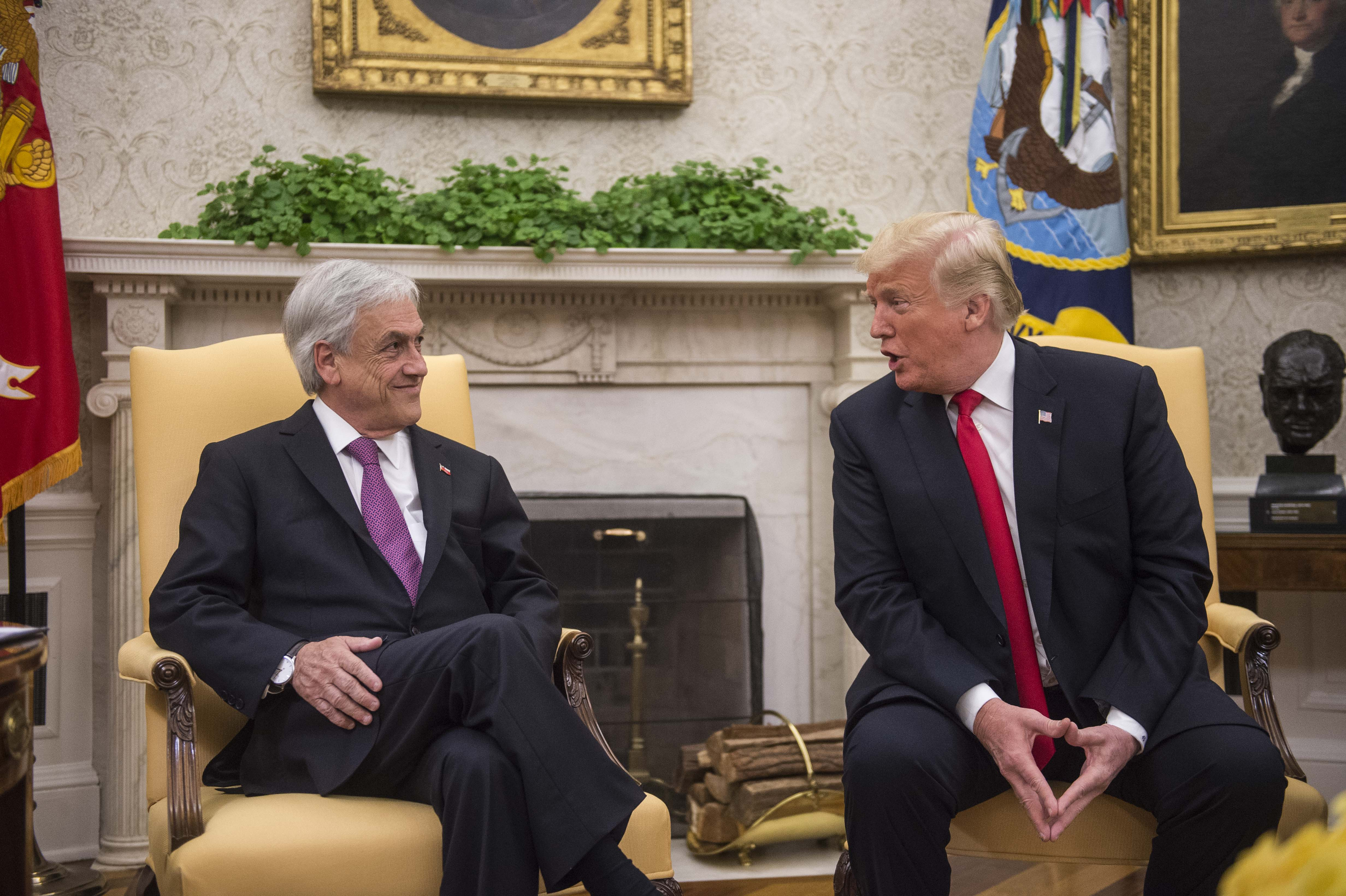
Los presidentes Sebastián Piñera y Donald Trump en la Casa Blanca, septiembre de 2018.

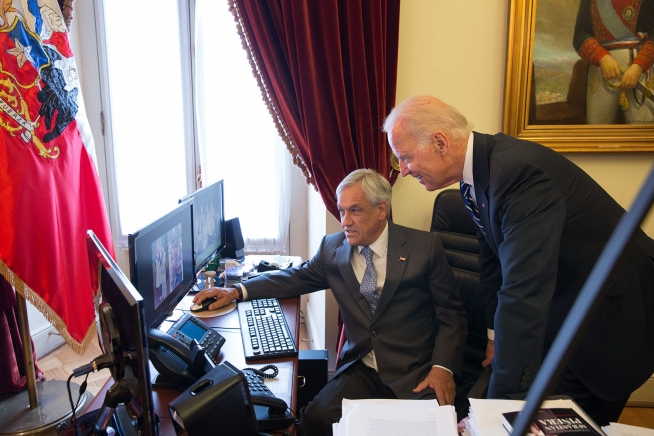
El presidente chileno Sebastián Piñera junto con el vicepresidente de EE. UU. Joe Biden en una visita de este último a Chile en 2014.

## Historia
La Revolución de las Trece Colonias contra el Imperio británico iniciada a fines del siglo XVIII, sirvió de motivación para los Libertadores de Hispanoamérica como un precedente dentro del continente, que en el caso chileno, provocó la Primera Junta Nacional de Gobierno en 1810 y la posterior declaración de independencia de la Capitanía General del Imperio español, como una república libre y soberana.

### Primeros contactos diplomáticos

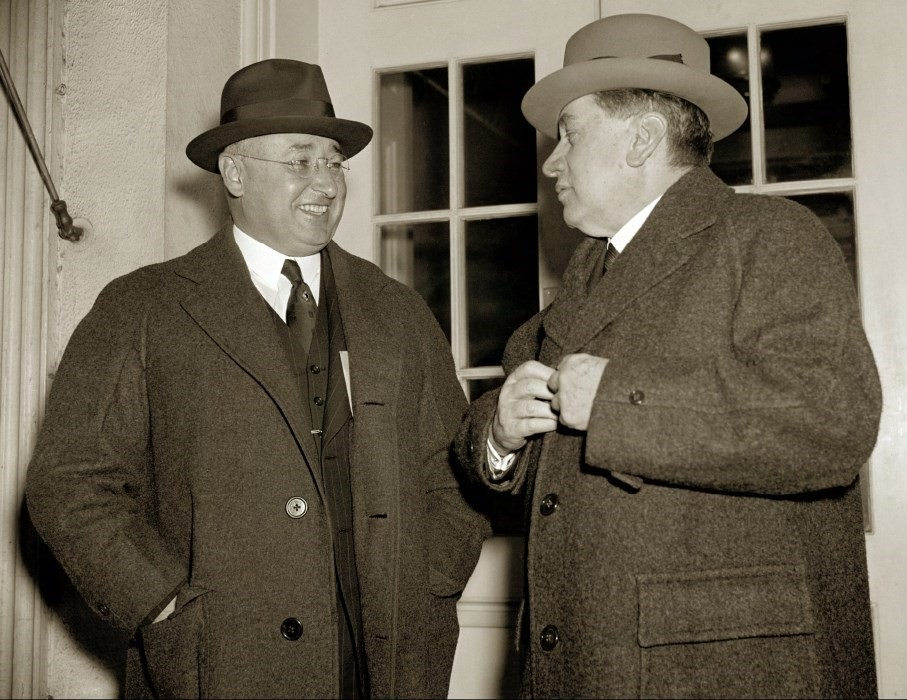
Arturo Alessandri, presidente de Chile, acompañado por Alfonso Grez, cónsul general de Chile en Nueva York, saliendo de la Casa Blanca luego de una invitación extendida por el presidente Franklin Delano Roosevelt (1 de noviembre de 1939).

Mariano Egaña, al recibir al primer ministro norteamericano míster Allen, le manifestó que ya Chile había designado representante en Washington. Pero el general José Ignacio Zenteno, quien era la persona elegida, no pudo emprender el viaje, porque el gobierno carecía de los recursos necesarios para costear su misión.
La anarquía de 1823 y la incapacidad de los gobiernos que siguieron rigiendo al país, había alcanzado a las relaciones exteriores. No es, pues, extraño que dejara transcurrir dos años sin corresponder a la amistosa actitud de los Estados Unidos, al reconocer la independencia y acreditar un representante en Santiago. En 1826 Chile era el único país americano que no tenía representante en Washington.
A mediados de este año, el director supremo Ramón Freire resolvió trasladar a Egaña, desde Londres, donde ya nada podía hacer, dado el descredito en que había caído Chile, a Washington. Su misión era cumplir con el deber de expresar al gobierno norteamericano los agradecimientos y las buenas disposiciones del gobierno chileno, y regresar nuevamente a Londres, donde debía esperar algún eventual en las disposiciones del gobierno inglés.
Egaña estaba moralmente retenido en Londres por los acreedores del empréstito de Irisarri y sobre todo por el préstamo de Barclay y Cía., que le había facilitado 28.000 libras para el servicio del dividendo, y su alejamiento en esas circunstancias, se le habrían representado como una fuga, con el propósito de eludir el pago del préstamo. Además, carecía de los fondos necesarios  para trasladarse a Washington. Así es que rehusó moverse de Londres, y el gobierno aprobó su conducta.
Solo el 10 de agosto de 1827 el congreso concedió el pase a Joaquín Campino, designado ministro en Washington por el vicepresidente Francisco A. Pinto, el cual llevó como secretario a Joaquín Pérez. Para costear esta misión fue necesario pedir a un comerciante un préstamo de $18.000, en cambio de exenciones en los derechos de exportación de los metales que se embarcaban por Coquimbo.

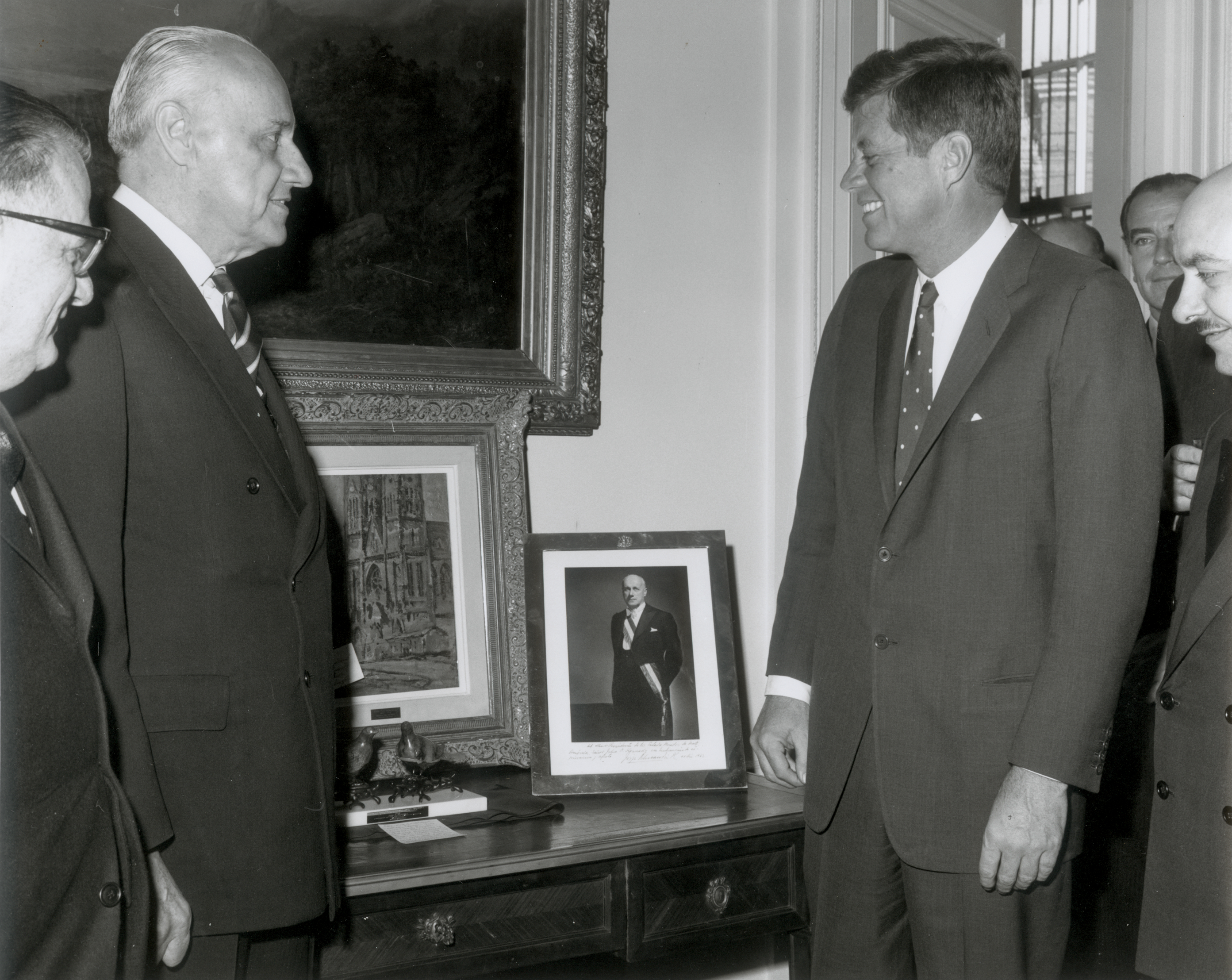
Los presidentes Jorge Alessandri y John F. Kennedy en la Embajada de Chile en Washington D. C. (1962).

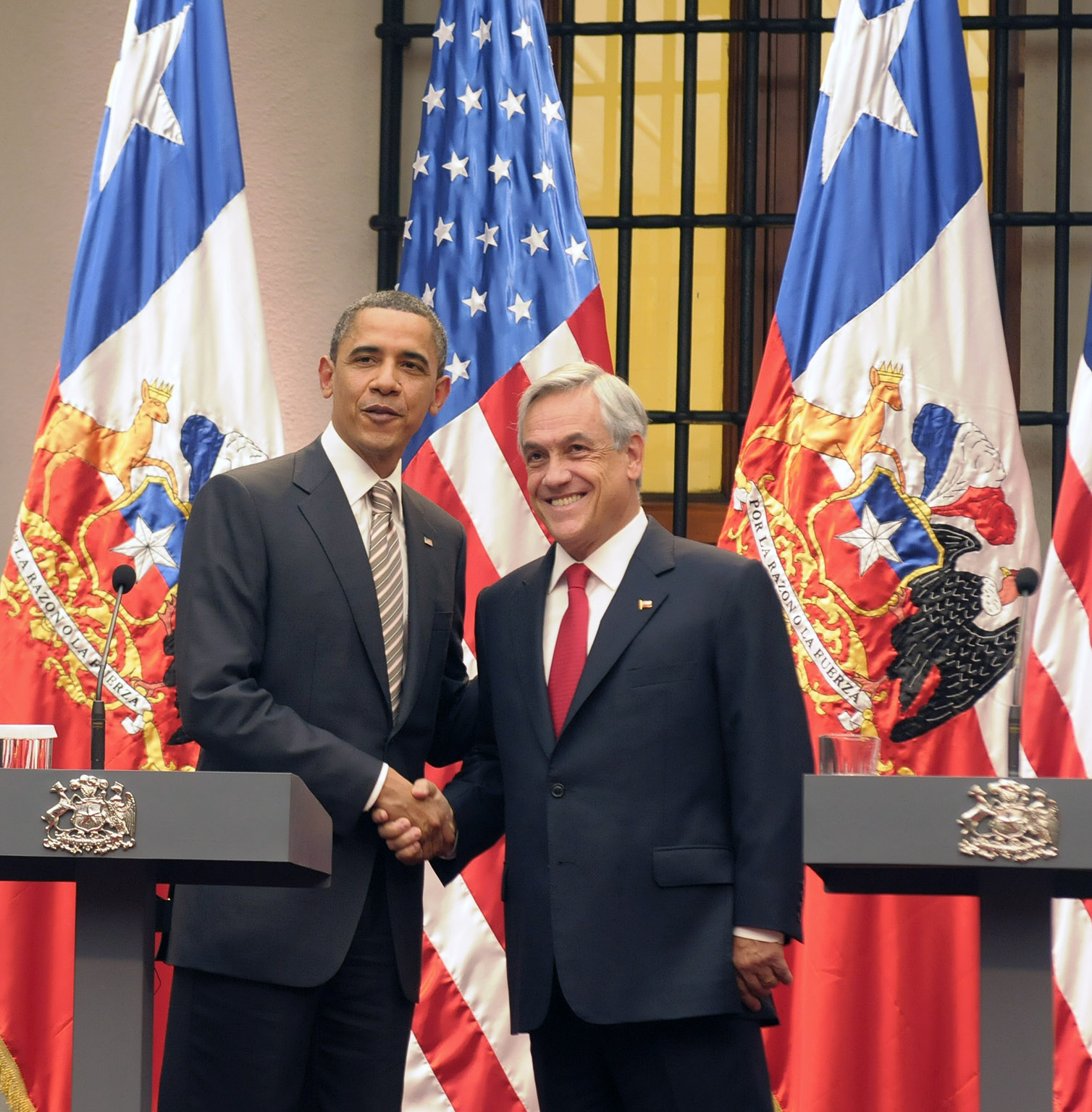
Los presidentes Barack Obama y Sebastián Piñera en el Palacio de La Moneda. (2011)

## Relaciones económicas
El 6 de junio de 2003, Chile y los Estados Unidos firmaron un tratado de libre comercio, que se tradujo en múltiples beneficios económicos de eliminación de impuestos aduaneros y rebajas arancelarias, con el fin de favorecer el intercambio comercial entre ambos países. Estados Unidos es el principal socio de importaciones a Chile y el segundo socio comercial de exportaciones, después de China. En términos macroeconómicos, Chile exporta a Estados Unidos principalmente materias primas y subproductos derivados del cobre, frutas (arándanos azules y uvas en su mayoría), oro en bruto y salmones, también destaca como el principal destino de las exportaciones de vino chileno; mientras que Estados Unidos exporta a Chile mayoritariamente maquinarias, aparatos y artefactos eléctricos y mecánicos, vehículos y combustibles minerales.
En 2023, el intercambio comercial entre ambos países ascendió a los 31 469 millones de dólares estadounidenses, lo que supuso un 5,2% de crecimiento promedio anual en los últimos cinco años. Los principales productos exportados por Chile fueron cátodos de cobre, salmones y neumáticos, mientras que Estados Unidos exportó mayoritariamente aceites combustibles destilados, gasolina y gas propano licuado.
En turismo, Estados Unidos es el tercer destino más concurrido por los turistas chilenos que viajan al exterior, y el primero fuera de América Latina, mientras que Chile recibió a 158.493 turistas estadounidenses durante el 2012, siendo el mayor número de no latinoamericanos en ingresar al país. El 10 de marzo de 2014, el vicepresidente de Estados Unidos, Joe Biden, le comunicó al presidente Sebastián Piñera en el Palacio de la Moneda, que Chile cumplió con todos los requisitos y reúne las condiciones de seguridad y antecedentes migratorios, para ingresar oficialmente al Programa de exención de visa (VWP), siendo efectivo a partir del día 31 del mismo mes, tras el anuncio se convirtió en el único país de América Latina que cuenta con esta exención de visa de entrada al país norteamericano, a su vez, Chile eliminó el impuesto de reciprocidad de $160 dólares aplicado a los ciudadanos estadounidenses que ingresaban al país.

## Antecedentes migratorios
Según el Censo de los Estados Unidos de 2010, la cantidad de personas de nacionalidad chilena residiendo en el país alcanzó los 126.810 habitantes (incluyendo a los hijos de chilenos nacidos en Estados Unidos), siendo una de las colonias de «latinos» de menor tamaño. No obstante y producto de la baja tasa de emigración de chilenos, es la segunda mayor diáspora chilena en número de inmigrantes, luego de la de Argentina. La mayor cantidad de chilenos se concentran en las ciudades de Nueva York, Miami y Los Ángeles. Por otra parte, el censo de Chile de 2012 arrojó que existen 11.064 ciudadanos estadounidenses residiendo en el país, siendo la séptima colonia más numerosa de extranjeros.

## Misiones diplomáticas
- Chile tiene una embajada y sección consular en Washington D. C., y mantiene consulados-generales en Chicago, Houston, Los Ángeles, Miami, Nueva York y San Francisco.[16]
- Estados Unidos tiene una embajada en Santiago de Chile.[17]

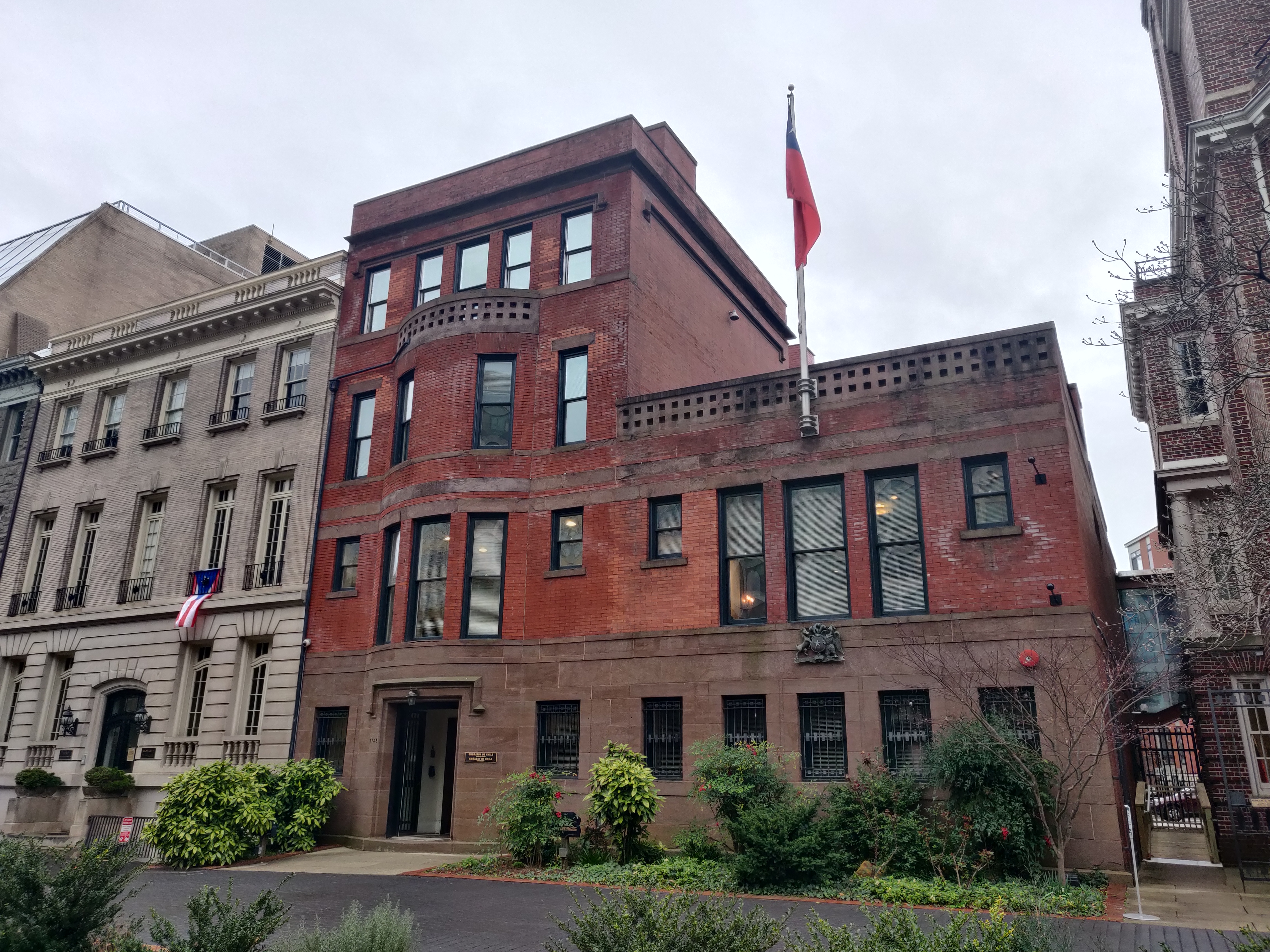
Embajada de Chile en Washington, D.C.
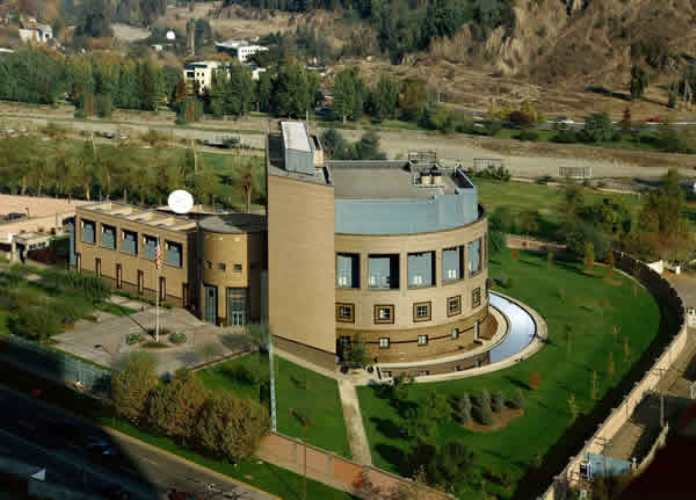
Embajada de Estados Unidos en Santiago de Chile